# Peripontius cordubensis
Peripontius cordubensis là một loài bọ cánh cứng trong họ Elateridae. Loài này được Heyden miêu tả khoa học năm 1882.